# Daniel Schäfer (Medizinhistoriker)
Daniel Schäfer (* 18. Januar 1964 in Stuttgart) ist ein deutscher Medizinhistoriker und am Institut für Geschichte und Ethik der Medizin der Universität zu Köln tätig.
Seine Hauptarbeitsgebiete sind die Geschichte des Alters und der Geriatrie seit der Frühen Neuzeit, die Geschichte und Ethik der Gynäkologie, die Geschichte des Gesundheitsbegriffs und der medizinischen Prävention im 20. Jahrhundert, die Geschichte des Todes sowie Bezüge zwischen Medizin und Literatur. Schäfer hat zu diesen Bereichen zahlreiche Werke (Monographien, Zeitschriftenaufsätze und Buchbeiträge) publiziert.

## Leben
Nach dem Abitur am humanistischen Eberhard-Ludwigs-Gymnasium in Stuttgart nahm Schäfer 1984 das Studium der Humanmedizin, seit 1986 auch der Germanistik und der Medizingeschichte an der Albert-Ludwigs-Universität Freiburg auf. 1989 erhielt er den akademischen Grad Magister Artium und wurde 1993 am Seminar für Germanische Philologie bei Konrad Kunze zum Dr. phil. promoviert. 1994 folgte die Ärztliche Prüfung, 1996 die Promotion zum Dr. med. bei Eduard Seidler, 2004 die Approbation als Arzt. Seit 1995 arbeitet Schäfer am Institut für Geschichte und Ethik der Medizin der Universität zu Köln. Dort habilitierte er sich 2002 bei Klaus Bergdolt für das Fach Geschichte und Ethik der Medizin und wurde 2007 zum außerplanmäßigen Professor sowie 2008 zum Akademischen Oberrat ernannt. Für seine überarbeitete Habilitationsschrift erhielt er im April 2009 zusammen mit 13 weiteren Autoren den Preis zur Förderung der Übersetzung geisteswissenschaftlicher Werke („Geisteswissenschaften International“) der Fritz Thyssen Stiftung, des Börsenvereins des Deutschen Buchhandels und des Auswärtigen Amtes.

## Veröffentlichungen (Auswahl)

### Als Autor
- Nur rasten und rosten? Leistungsfähigkeit älterer Menschen in Geschichte und Gegenwart. Springer, Berlin 2022, ISBN 978-3-662-64128-6. Auch als E-Book erschienen (ISBN 978-3-662-64129-3).
- Der Tod und die Medizin. Kurze Geschichte einer Annäherung. Springer Spektrum, Heidelberg 2015, ISBN 978-3-662-45206-6. Auch als E-Book erschienen (ISBN 978-3-662-45207-3).
- Alter und Krankheit in der Frühen Neuzeit. Der ärztliche Blick auf die letzte Lebensphase. Campus, Frankfurt am Main 2004, ISBN 3-593-37462-5. (Zugleich Habilitationsschrift).
  - Englisch unter dem Titel: Old Age and Disease in Early Modern Medicine. Pickering & Chatto, London 2011, ISBN 978-1-84893-020-9.
- Geburt aus dem Tod. Der Kaiserschnitt an verstorbenen Schwangeren in der abendländischen Kultur (= Schriften zur Wissenschaftsgeschichte. Band 20). Guido Pressler, Hürtgenwald 1999, ISBN 3-87646-089-1.
- Texte vom Tod. Zur Darstellung und Sinngebung des Todes im Spätmittelalter (= Göppinger Arbeiten zur Germanistik. Band 620). Kümmerle, Göppingen 1995, ISBN 3-87452-866-9. (Zugleich Dissertation).

### Als Herausgeber
- als Hrsg. mit Karl August Neuhausen, Norbert Oellers und Astrid Steiner-Weber: Friedrich Schiller: Über den Unterschied zwischen entzündlichen und fauligen Fiebern. Lateinisch-Deutsch mit Erläuterungen und Glossar. J.B. Metzler, Berlin 2020, ISBN 978-3-476-05749-5. Auch als E-Book erschienen (ISBN 978-3-476-05750-1).
- als Hrsg. mit Christof Müller-Busch und Andreas Frewer: Perspektiven zum Sterben. Auf dem Weg zu einer Ars moriendi nova? Franz Steiner, Stuttgart 2012, ISBN 978-3-515-10189-9.
- als Hrsg. mit Héctor Wittwer und Andreas Frewer: Sterben und Tod. Ein interdisziplinäres Handbuch. Geschichte, Theorie, Ethik. J.B. Metzler, Stuttgart 2010, ISBN 978-3-476-02230-1. Zweite, erweiterte Auflage: J. B. Metzler, Berlin 2020, ISBN 978-3-476-05761-7.
- Rheinische Hebammengeschichte im Kontext, 1815–1904. Mit einem Beitrag von Reinhold Zilch: Das preußische Kultusministerium und die amtlichen Hebammenlehrbücher, 157–195. kassel university press, Kassel 2010, ISBN 978-3-89958-944-3 (uni-kassel.de [PDF]).
- als Hrsg. mit Andreas Frewer, Eberhard Schockenhoff und Verena Wetzstein: Gesundheitskonzepte im Wandel: Geschichte, Ethik und Gesellschaft. Steiner, Stuttgart 2008, ISBN 978-3-515-09076-6.
- als Hrsg. mit anderen: Tradition und Herausforderung: 100 Jahre Niederrheinisch-Westfälische Gesellschaft für Gynäkologie und Geburtshilfe. Biermann, Zülpich 1998, ISBN 3-930505-28-2.